# NGC 2318
NGC 2318 este o roi deschis situată în constelația Câinele Mare. A fost descoperită în 8 februarie 1785 de către William Herschel.